# 三家店站
三家店站是丰沙铁路和京门铁路上的一个火车站。该站位于北京市门头沟区龙泉地区三家店村境内，距离北京站37公里，沙城站84公里。建于1907年。该站还建有连接到京包铁路沙河站的铁路西北环线。
该站设有到发线10条，存车线6条，东西牵出线各一条，货场走行线一条，货物装卸线4条和数十条专用线，其中地铁专用线与北京地铁1号线未开放的53号站相连。

## 未来发展
北京市郊铁路京门线主要利用现有京门铁路开行市郊铁路，于门头沟区内设门头沟站、三家店站。根据现阶段设计方案，京门线三家店站拟利用原站址进行升级改造。

## 车站结构
| F2   | 侧式站台 | 侧式站台                        |
| F2   | 1站台    | 丰沙铁路 往沙城方向（斜河涧）   |
| F2   | 通过线   | 丰沙铁路下行列车通过线          |
| F2   | 通过线   | 丰沙铁路上行列车通过线          |
| F2   | 2站台    | 丰沙铁路 往丰台方向（石景山南） |
| F2   | 岛式站台 |                                 |
| F2   | 2站台    | 丰沙铁路 往丰台方向（石景山南） |
| F2   | 6-12道   | 货场                            |
| 地面 | 站房     | 售票处、候车室、检票口、地道    |

## 专用线

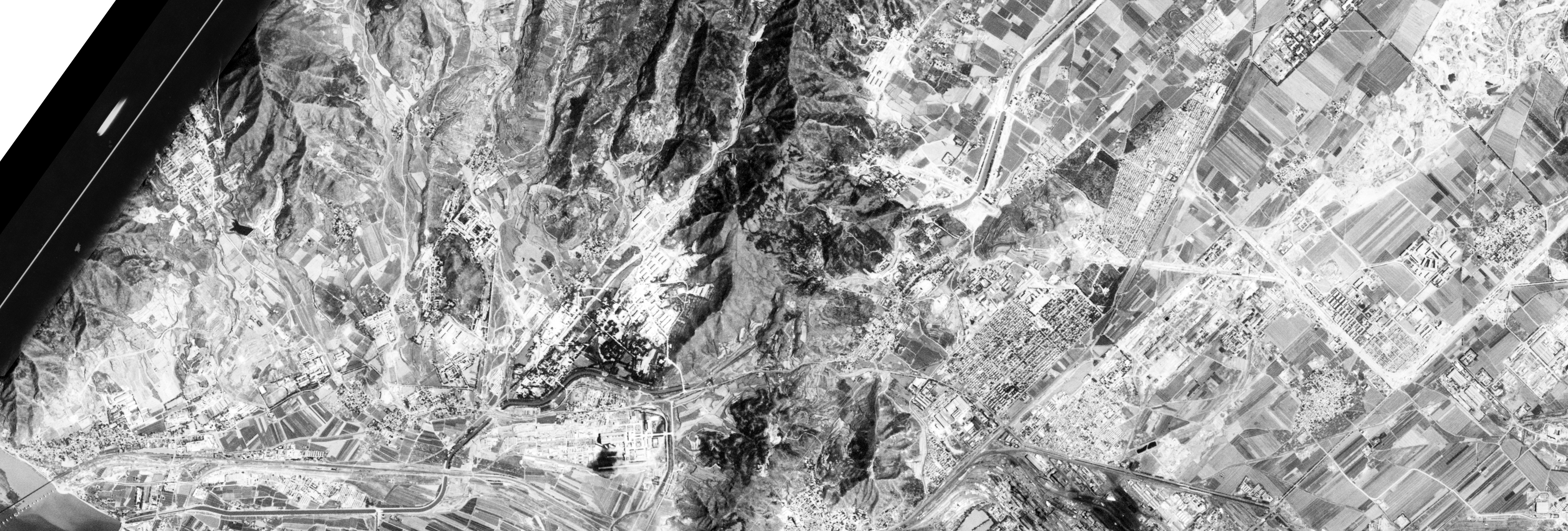
402线、地铁专用线、491专用线将三家店站与401线连接起来。402线的苹果园站和401线是北京地铁1号线的一部分。(1967-09-20)

### 高井电厂专用线
大唐国际高井热电厂，原为北京石景山发电总厂高井发电厂，是一座中国自行设计、自行施工的高温高压大型火力发电站，为国家一五计划时期苏联援华的重点建设项目之一，1996年与石景山发电总厂剥离，重组为中国大唐集团公司和大唐国际发电股份有限公司在京唯一热电企业。高井电站始建于1959年底，铁路专用线成为12月7日开工的第一个工程。由于北京市内劳动力短缺，河北省涞水县从石亭公社的水利工地上急调了202名青壮劳力进京支援高井电厂建设。第一批工人冒着严寒镢开冻土铺设铁路，最终高井电厂专用线于1960年2月16日开通。次日，苏联供应的低压加热器等第一批设备便运抵工地，随后螺纹钢、水泥等建设物资通过专用线不断发来。电站1号机组于1960年12月30日启动，并于次年4月28日正式投产，2号机、3号炉在停工一年半后于1964年5月投产。随着4号炉于1966年7月投产，高井电站一期工程全部完工，成为60-70年代京津唐电网中的主力电厂。
电厂投产后，专用线转为运输电厂所需燃煤，电厂年需燃煤220万吨，均由铁路运输。山西的大同煤在通过铁路运往电厂后，采用螺旋卸煤机和单线卸煤沟卸煤。
1984年11月，高井电厂专用线增设了轨道衡。

### 491专用线
491专用线，又称后勤专用线、北京市军宏储运部有限责任公司专用线，是三家店车务段的一条军用专用线，可与三家店站接轨。该线原属于北京军区后勤司令部储运部，后属于北京市军宏储运部有限责任公司。专用线的站台位于石府村南路南侧，建于两股专用线之间，其中南侧股道的东端与地铁专用线接轨。由于其地处黑石头村且临近地铁专用线，故常被铁路迷称作“黑石头站”，但其与北京地铁没有关联。2010年初，491专用线取消，部分线路和“黑石头”站台目前已经被其它建筑物覆盖。

### 地铁专用线

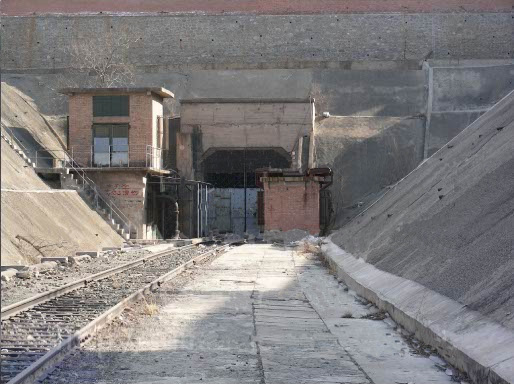
地铁专用线连接402线的洞口

地铁专用线是三家店车务段下的一条铁路专用线，建于1970年9月，其在53号站下行路轨与北京地铁1号线连接，并于通过491线在三家店站与国铁接轨。本線路由於長久未被使用已被廢棄。

### 113电站专用线
113电站专用线是连接113电站与地铁专用线的铁路线。113电站始建于1967年10月并于1970年10月18日并网发电，是北京的战备电源，平时为电网调峰，战时可为北京地铁和重要部门供电。电站的机房建在山洞内，机房装有瑞典Stal-Laval公司制造的GT-120B型燃气轮机和瑞典通用电气公司的TYTEEFTA 85/270型发电机，卸油栈台、油泵房等设施则位于洞外。目前113电站机组已封存，专用线被其它建筑物覆盖。

### 7312厂专用线
中国人民解放军第7312工厂，又称北京市西山机械厂，是石景山区内最早的军工企业，成立于1951年5月1日，并于1954年7月迁入现址。7312厂现隶属于北京军区装备部，主要负责北京军区部队枪械、火炮和光学仪器的大修任务。7312厂专用线建于1958年，2股专用线直达工厂，可直接把产品发运全国各地。